# Teleny
Teleny (titolo originale Teleny, or The Reverse of the Medal) è un romanzo pornografico, a tema omosessuale, pubblicato per la prima volta a Londra (e poi a Parigi) nel 1893. L'autentica paternità dell'opera rimane a tutt'oggi sconosciuta: ambientato nella capitale francese alla fine dell'800, narra la tragica storia d'amore tra il giovane Camille ed il pianista ungherese René Teleny.

## Sinossi
La storia inizia con Des Grieux che assiste a un concerto con sua madre; durante un'esibizione al pianoforte ha strane e suggestive visioni del bellissimo ungherese Teleny. Des Grieux rimane affascinato dall'uomo e dalla sporadica e frequente connessione telepatica sessuale che sente con Teleny, e questo sentimento diventa un misto di curiosità, ammirazione e desiderio, che porta rapidamente alla gelosia. Des Grieux sa che Teleny attrae molti uomini e donne prima che inizi la loro relazione. Alla fine si incontrano e condividono le loro esperienze del loro legame inspiegabile che porta rapidamente a una relazione appassionata. Des Grieux si sente molto combattuto sull'amare e desiderare un uomo e tenta di interessarsi sessualmente a una domestica, ma così facendo porta indirettamente alla sua morte. Così scosso, giura di non combattere i suoi sentimenti e permette a Teleny di introdurlo in una società sessuale sotterranea di maschi che desiderano uomini. Il loro amore continua attraverso un tentativo di ricatto e le loro lotte emotive, fino a quando Teleny dichiara il bisogno di andarsene per un po', apparentemente per un concerto. Durante questo periodo Des Grieux si reca negli appartamenti di Teleny solo per trovare Teleny a letto con la madre di Des Grieux, che si era offerta di pagare i debiti di Teleny in cambio di favori sessuali. I due si separano male; Des Grieux rischia il suicidio e rimane isolato in ospedale per molti giorni. Quando se ne va, si reca da Teleny solo per scoprire che il suo amante si è pugnalato per il rimorso e sta morendo dissanguato. Des Grieux perdona Teleny; ridichiarano il loro amore, e Teleny muore.

## La questione Wilde
Anche se in realtà l'autore o gli autori sono sconosciuti si è cercato di attribuire tale opera a Oscar Wilde, ma nell'opera il suo tratto caratteristico non si riscontra in nessun passaggio per Barbara Belford che ne scrive sul suo Oscar Wilde: A certain Genius.
Una analisi di parere contrario è stata resa pubblica come post-fazione all'edizione italiana edita da WoM Edizioni, in cui il curatore produce una minuziosa analisi filologica sulla "questione" assegnando l'Opera ad Oscar Wilde. 
La University of British Columbia di Vancouver ha acquistato all'asta, nel gennaio 2015, una delle cinque copie originali di Teleny.

## Edizioni Italiane
- Oscar Wilde, Teleny, traduzione di Matteo Pinna, illustrazioni di Paola Biandolino, WoM Edizioni, 2022, ISBN 978-88945566-6-7.